# Gert Verheyen
Gert Verheyen (Hoogstraten, 20 settembre 1970) è un allenatore di calcio ed ex calciatore belga, di ruolo centrocampista.

## Biografia
È figlio dell'ex calciatore Jan Verheyen.

## Carriera

### Club
Dopo avere giocato per il Lierse e l'Anderlecht, dal 1992 al 2006 ha giocato per il Club Bruges, di cui è il migliore marcatore di tutti i tempi.

## Palmarès

### Giocatore
- Campionato belga: 5

Anderlecht: 1990-1991
Club Brugge: 1995-1996, 1997-1998, 2002-2003, 2004-2005
- Supercoppa del Belgio: 8

Club Brugge: 1992, 1994, 1996, 1998, 2002, 2003, 2004, 2005
- Coppa del Belgio: 4

Club Brugge: 1994-1995, 1995-1996, 2001-2002, 2003-2004